# حزقيال كارلوس ستيفنز
حزقيال كارلوس ستيفنز هو نبال كوبي، ولد في 22 أكتوبر 1968 في سانتياغو دي كوبا في كوبا.

## وصلات خارجية
- حزقيال كارلوس ستيفنز على موقع الاتحاد الدولي للرماية بالسهام (الإنجليزية)
- حزقيال كارلوس ستيفنز على موقع اللجنة الأولمبية الدولية (الإنجليزية)
- حزقيال كارلوس ستيفنز على موقع أوليمبيديا (الإنجليزية)